# Fazilka
Fazilka (o Fazika) è una città dell'India di 67.424 abitanti, situata nel distretto di Ferozepur, nello stato federato del Punjab. In base al numero di abitanti la città rientra nella classe II (da 50.000 a 99.999 persone).

## Geografia fisica
La città è situata a 30° 23' 60 N e 74° 1' 60 E e ha un'altitudine di 166 m s.l.m..

## Società

### Evoluzione demografica
Al censimento del 2001 la popolazione di Fazilka assommava a 67.424 persone, delle quali 35.321 maschi e 32.103 femmine. I bambini di età inferiore o uguale ai sei anni assommavano a 8.637, dei quali 4.759 maschi e 3.878 femmine. Infine, coloro che erano in grado di saper almeno leggere e scrivere erano 45.541, dei quali 25.508 maschi e 20.033 femmine.